# 牛津纺

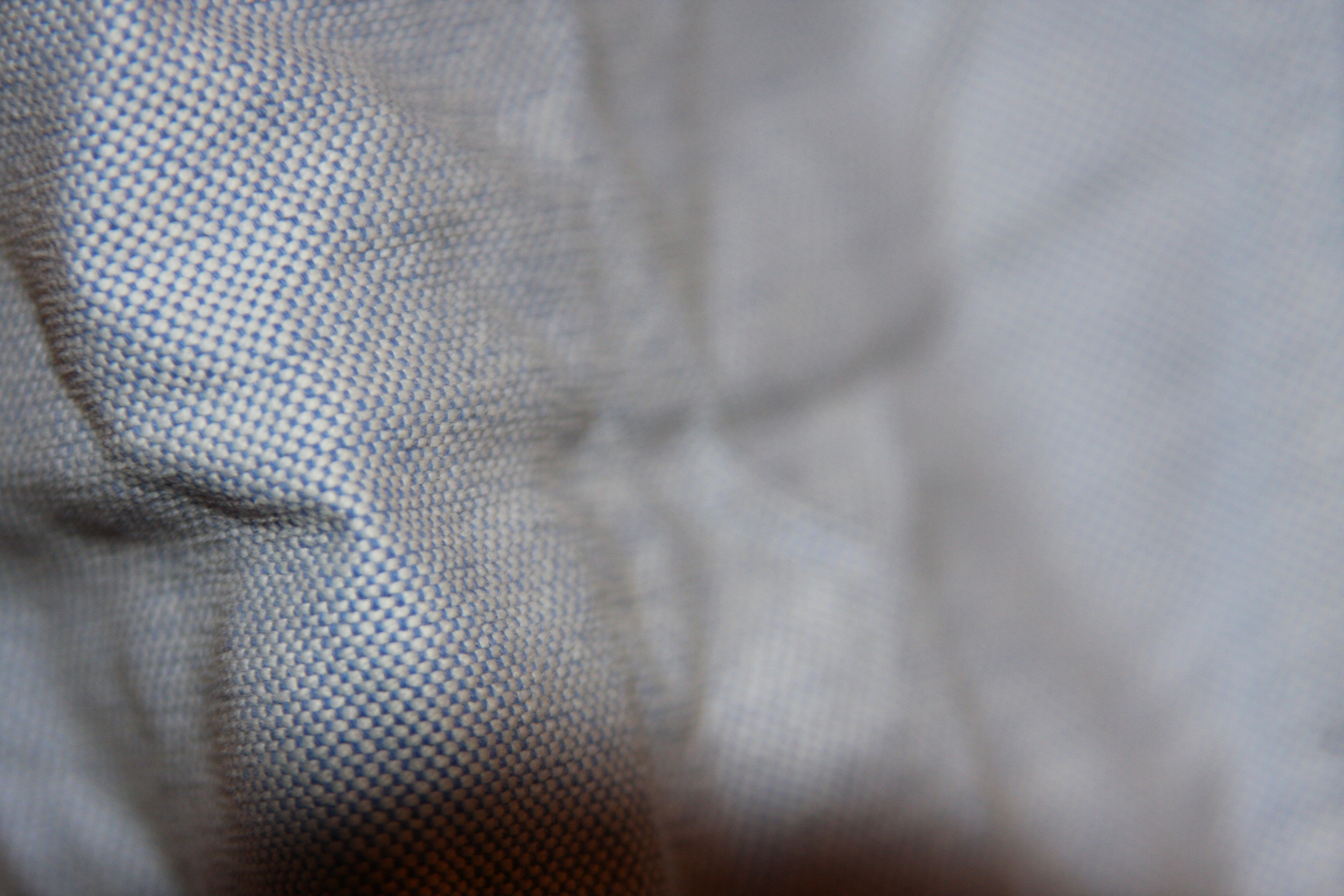
牛津纺面料

牛津纺（英語：Oxford），又称牛津布，一种织物面料，主要用于制作牛津纺衬衫。特点是易洗速乾、手感鬆軟、穿着舒适等。牛津纺有纯棉的，也有涤棉混纺的。牛津纺始于1900年左右。